# Tunnels de Claude
Les tunnels de Claude (en italien : Cunicoli di Claudio) sont un ouvrage hydraulique constitué d'un long canal souterrain, de six tunnels de service inclinés et de trente-deux puits, construits sous l'empereur Claude entre 41 et 52 après J.-C., pour contrôler les niveaux variables du lac Fucin dans les Abruzzes, protégeant ainsi les villages riverains des inondations et asséchant les terres de Fucin, les rendant exploitables. Les eaux du lac ont donc traversé le cœur du mont Salviano depuis Avezzano à travers un tunnel souterrain long de près de six kilomètres pour se déverser dans la rivière Liri sur le côté opposé de la montagne, sous la vieille ville de Capistrello. Le canal souterrain représente le plus long tunnel jamais construit depuis l'Antiquité jusqu'à l'inauguration du tunnel ferroviaire de Fréjus en 1871.
À la chute de l’empire romain et pendant les invasions barbares, le canal principal, qui n’était plus entretenu, s’est définitivement bouché. Des siècles plus tard, à partir de 1854, Alexandre Torlonia construisit un nouveau canal, long de plus de six kilomètres de long, suivant principalement l'émissaire de Claude. Le nouvel ouvrage hydraulique, partant d’une dérivation monumentale située près du lac au sud de Avezzano et connue sous le nom d'Incile del Fucino, a permis le drainage définitif du lac.
En 1902, ces ouvrages hydrauliques ont été inclus parmi les monuments nationaux italiens. La zone du tunnel est un site d’intérêt archéologique et spéléologique, doté d’un parc inauguré en 1977 dans le but de permettre la protection et l’exploitation de l'ouvrage.

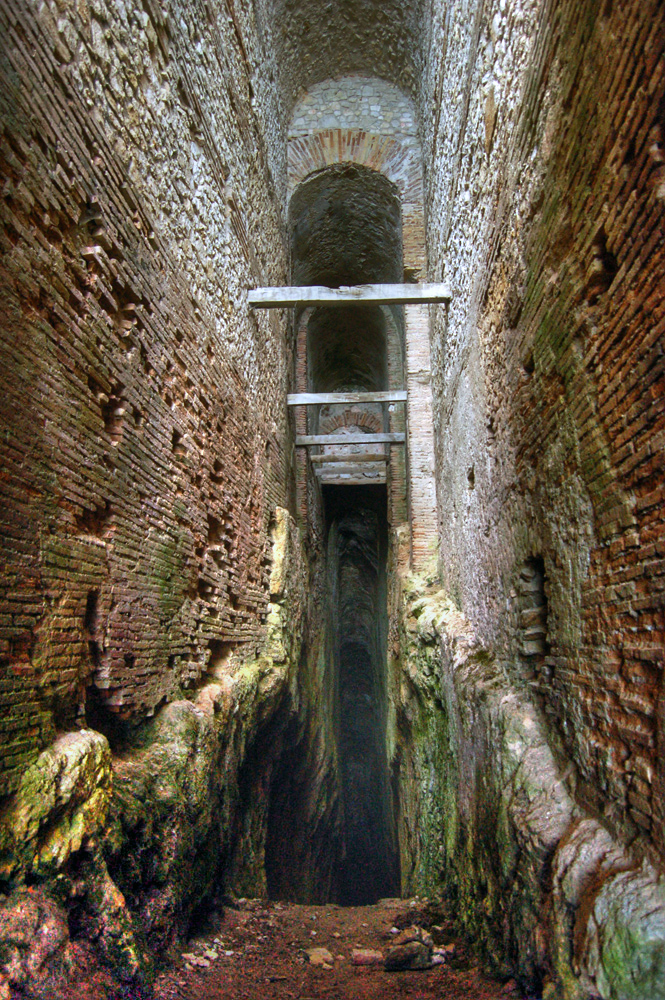
Tunnel principal sur le mont Salviano.

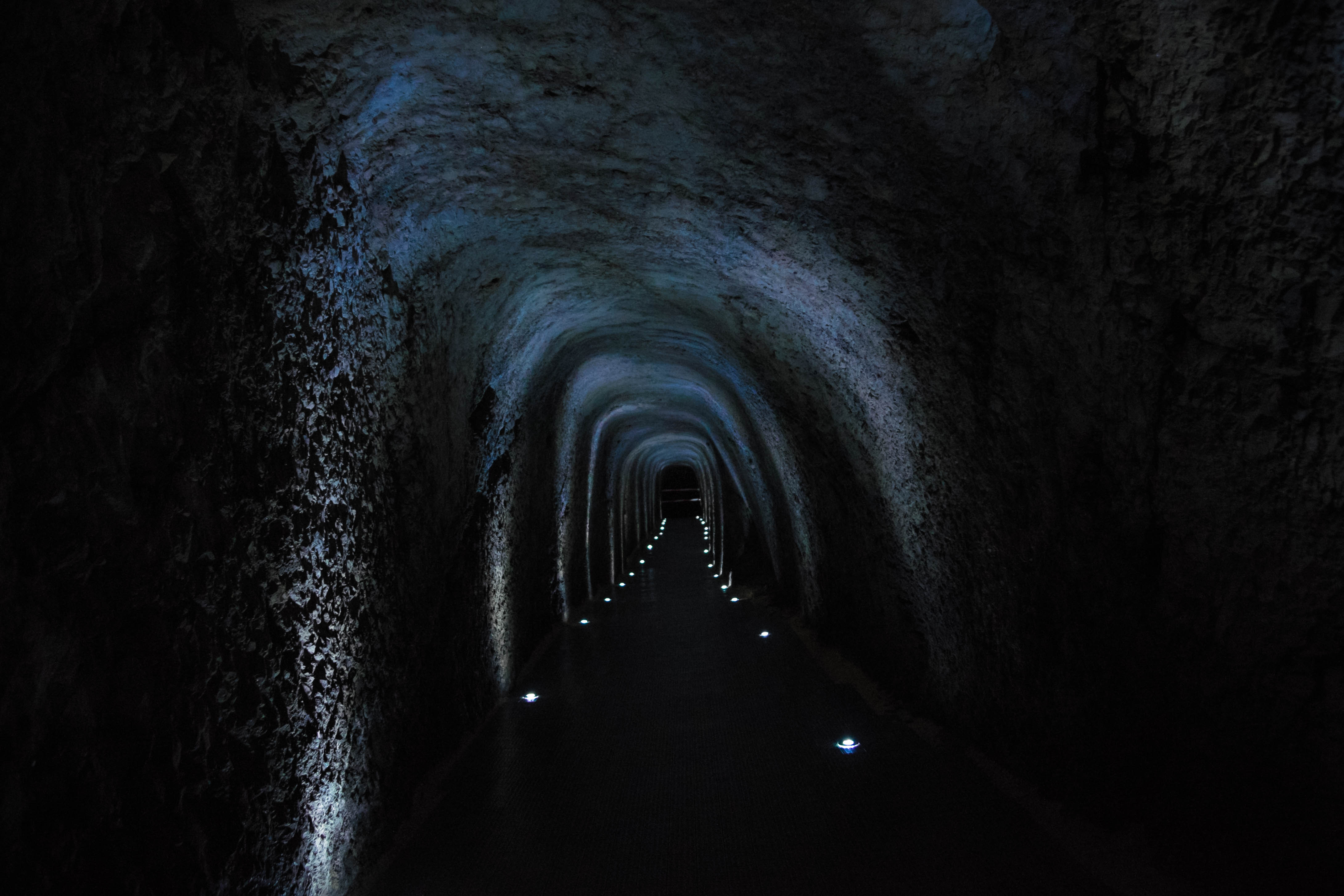
Intérieur du tunnel du forgeron (Cunicolo del Ferraro).

## Histoire

### Origine du projet
Avant les travaux claudiens, Jules César est sollicité par les Marses, la population locale, pour assécher le plateau du Fucin, dans les Abruzzes. L’objectif initial est de contrôler le niveau instable du lac, qui inonde très souvent les villages riverains à cause du colmatage fréquent du seul ponor situé à Petogna, près de Luco dei Marsi ; en été, à cause du retrait des eaux, les terres entourant les zones habitées deviennent souvent des marécages, causant de graves problèmes sanitaires à la population. Selon Suétone, au-delà de cet objectif principal le but était de tracer une route reliant le Tibre à la mer Adriatique à travers les montagnes des Apennins. Mais César ne peut réaliser les travaux car il est assassiné avant de pouvoir mettre à exécution son projet.

### Construction
Un premier projet prévoit de creuser un canal permettant aux eaux du lac de s’écouler à travers la colline de Cesolino pour rejoindre la rivière Salto. Mais ce projet aisément réalisable a été abandonné rapidement, car la quantité d'eau considérable s'écoulant d'abord dans la rivière Velino, puis dans la rivière Nera et enfin dans le Tibre aurait représenté une menace d'inondation pour Rome. Le deuxième projet, plus difficile à réaliser, prévoit que les eaux du lac se déversent dans la rivière Liri par un tunnel creusé dans le mont Salviano.
En 41 c'est l'empereur Claude qui reprend le projet et, grâce à un financement public important, confie les travaux à une entreprise romaine. Le travail, considéré comme l’une des plus grandes entreprises hydrauliques de l’antiquité, vise à régulariser le débit du lac Fucin, redouté des populations locales en raison de la violence de ses eaux. Le long de ses rives, environ 30 000 hommes, parmi les esclaves et les ouvriers, s’efforcent de creuser manuellement le trou d’évacuation. Onze ans plus tard, en 52 apr. J.-C., les travaux sont terminés. Des tunnels collatéraux sont construits, reliés entre eux par de nombreux puits et galeries descendantes qui servent à préparer le creusement du tunnel principal ; ce dernier les complète pour drainer les eaux vers la rivière Liri. Cependant, il y eut beaucoup de difficultés inattendues lors des travaux de construction, notamment plusieurs glissements de terrain qui surviennent dans les parties les plus vulnérables et les plus sableuses au cœur de la montagne et dans la zone du barrage, à savoir l'écluse faite entre les bassins romains pour le stockage de l'eau et l'embouchure de l'émissaire près de la dérivation du Fucin.
Une fois les travaux achevés, Claude, avant d'ouvrir les écluses, célèbre les travaux en organisant une naumachie, une bataille navale sur le lac, en présence de sa femme Agrippine et du jeune Néron,. Plus tard, sous Trajan, entre 98 et 117 apr. J.-C., et sous Hadrien, entre 117 et 138 apr. J.-C., des travaux d’entretien s'imposent en raison de la configuration du rocher creusé, avec un grand coût économique et même humain. Grâce à ces travaux, le bassin du lac a été réduit d'environ 6 000 ha, permettant d'éviter le risque d'inondation. L’économie de Marsica et en particulier des municipalités d’Alba Fucens, Lucus Angitiae et Marruvium est devenue florissante et les régions montagneuses environnantes ont été choisies comme lieux de villégiature.

### Déclin
Avec la chute de l’Empire romain et les invasions barbares qui marquent également l’histoire de Marsica, l’entretien est négligé. De plus, à la suite d'un fort tremblement de terre survenu en 508 apr. J.-C., les canaux s’obstruent avec pour effet le retour du lac Fucin aux niveaux précédents. Au cours des siècles suivants, Frédéric II de Hohenstaufen (XIIIe siècle) et Ferdinand Ier des Deux-Siciles (1790) tentent de rétablir le drainage de l'eau vers l'émissaire romain, échouant du fait de la rareté des financements et de la complexité du projet.

### Nouveaux ouvrages hydrauliques

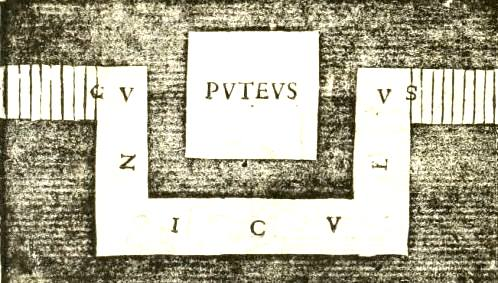
Le tunnel du Forgeron et le puits no 23 dans un dessin de Raffaelo Fabretti en 1683.

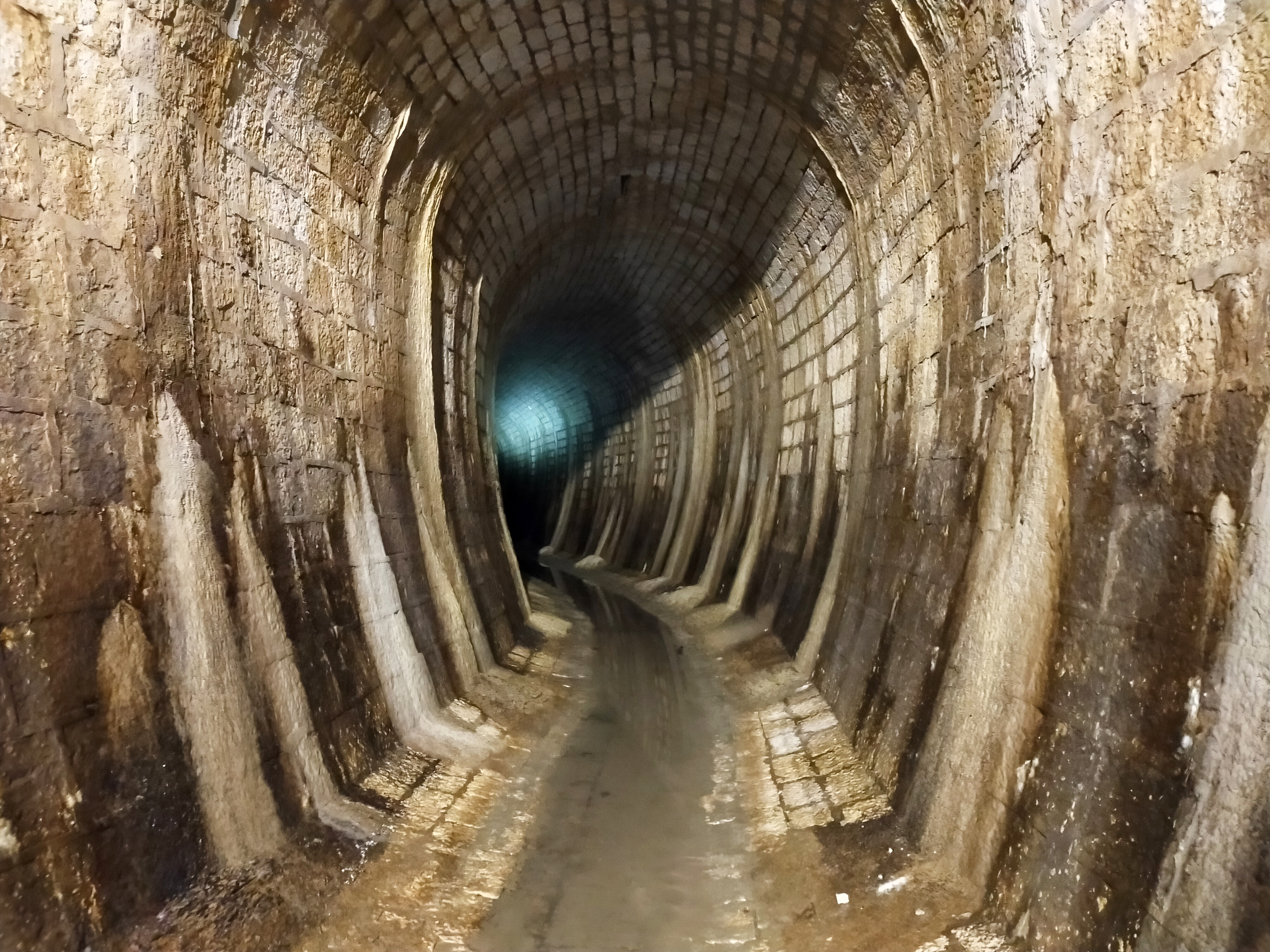
L'émissaire.

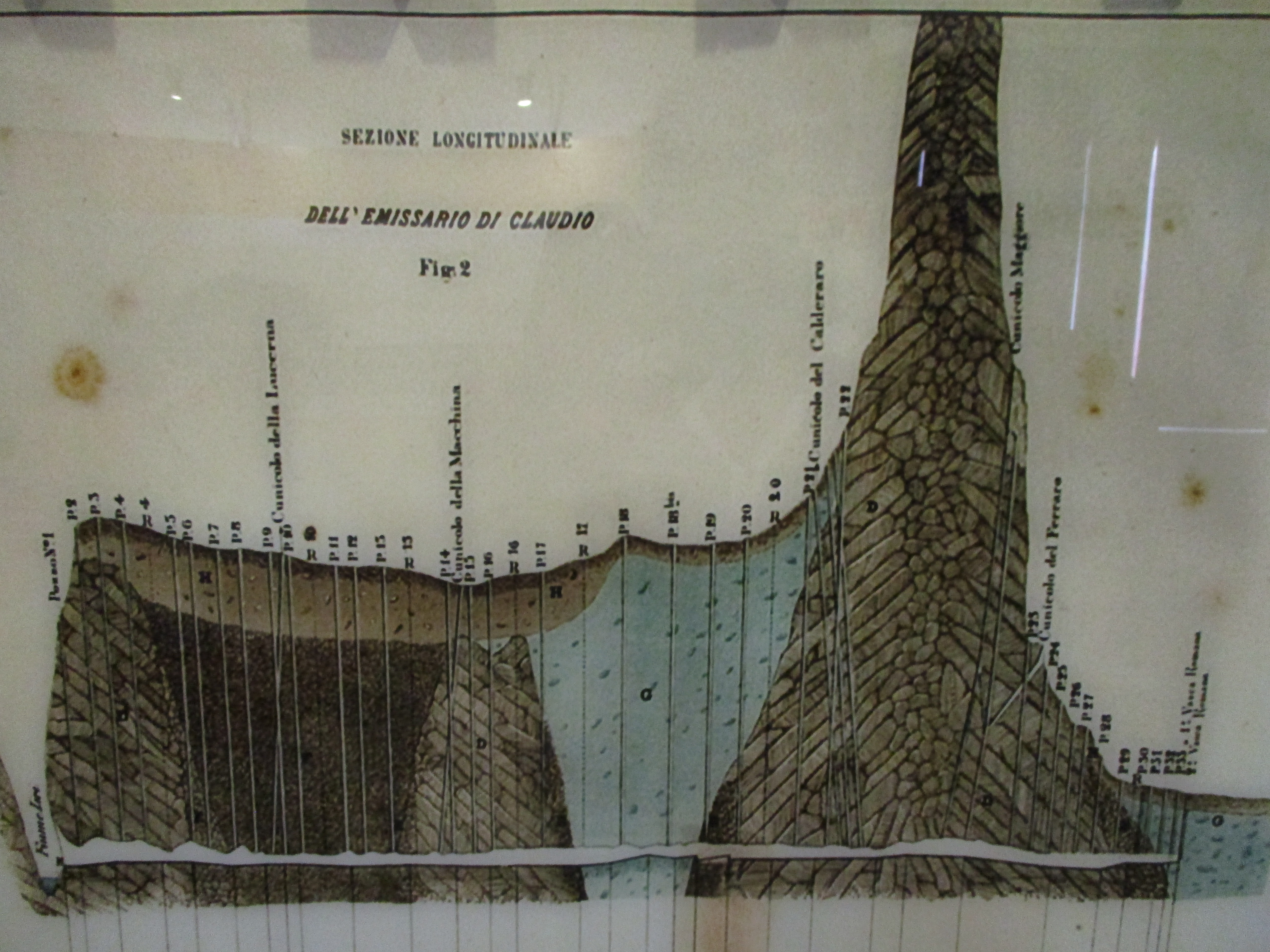
Tracé des tunnels de Claude (Atlas commandé par Alessandro Torlonia en 1876).

À partir de 1826, environ 18 siècles après le premier drainage claudien, le Cavaliere Luigi Giura et le Commendatore Carlo Afan de Rivera tentent de remettre partiellement l'émissaire en fonction.
François Ier (roi des Deux-Siciles) confie à Afan de Rivera le nouveau plan de restauration de l'émissaire de Claude. Mais c’est avec l’intervention du banquier romain Alexandre Torlonia que le 10 juillet 1854, le plan claudien reprend avec l’assistance technique de l’ingénieur suisse Franz Mayor de Montricher. Les travaux sont achevés en 1870 par deux ingénieurs, l’ingénieur de chantier suisse Enrico Samuele Bermont et l’ingénieur de chantier français Alexandre Brisse, assisté de Léon de Rotrou. En 1873, le drainage progressif du lac Fucin commence, tandis que les opérations de remise en état du territoire prennent fin entre 1875 et 1876.
Ainsi, à la suite d'efforts économiques considérables, le lac des Abruzzes a été complètement et définitivement drainé, ce qui en faisait le troisième en Italie avec environ 16 000 hectares,. Les ouvriers et les techniciens, parmi les meilleurs et les plus qualifiés de l’époque, ont été employés pendant des décennies pour restaurer l’émissaire original en agrandissant sa section. Les eaux du Fucin s'écoulaient dans la rivière Liri par la sortie du tunnel souterrain sous la vieille ville de Capistrello. D'autres canaux et puits ont été ajoutés aux anciens tunnels et ceux de l'époque romaine ont été agrandis. Les tunnels taillés dans la roche et au tracé incliné avaient pour but de permettre à l’air d’arriver dans le tunnel du Mont Salviano et de créer l'entrée et la sortie des travailleurs, des outils et des déblais.
Le 1er octobre 1878, le lac fut officiellement déclaré drainé. Ainsi, la plaine du Fucin, reconquise et rapidement dotée de plusieurs installations devint une terre fertile, idéale pour les productions agricoles, notamment les céréales, les légumes et les betteraves à sucre, ces dernières étant transformées dans la sucrerie d’Avezzano,,. Et c’est ainsi que les pêcheurs du Fucin sont devenus des agriculteurs.
Un deuxième émissaire est construit par les Torlonia dans la première moitié du XXe siècle, dans le but de doubler les fonctions des principaux tunnels en cas de réparations extraordinaires. Il commence au point d'intersection de l'émissaire romain avec le drainage extérieur à côté d'un des bassins de stockage d'eau de l' Incile del Fucino vers le sud, pour aboutir à Canistro à côté de l'une des centrales hydroélectriques construites par le Torlonia dans le but de produire de l'énergie pour le fonctionnement du moulin à papier et à sucre Avezzano.
En juin 1977, dans le but de protéger et d'exploiter les travaux, le parc archéologique de Claude a été créé. Il se situe entre les entrées des tunnels et l' Incile del Fucino,.
Le travail a été intégré parmi les Luoghi del Cuore ("Lieux du cœur") pour l'année 2016 par FAI.
En 2017, des fonds ont été alloués à l'exploitation du parc par la chambre de commerce de L'Aquila, la municipalité d'Avezzano et le GAL Terre Aquilane ("terres Aquilanes"),.

## Architecture

### Émissaire

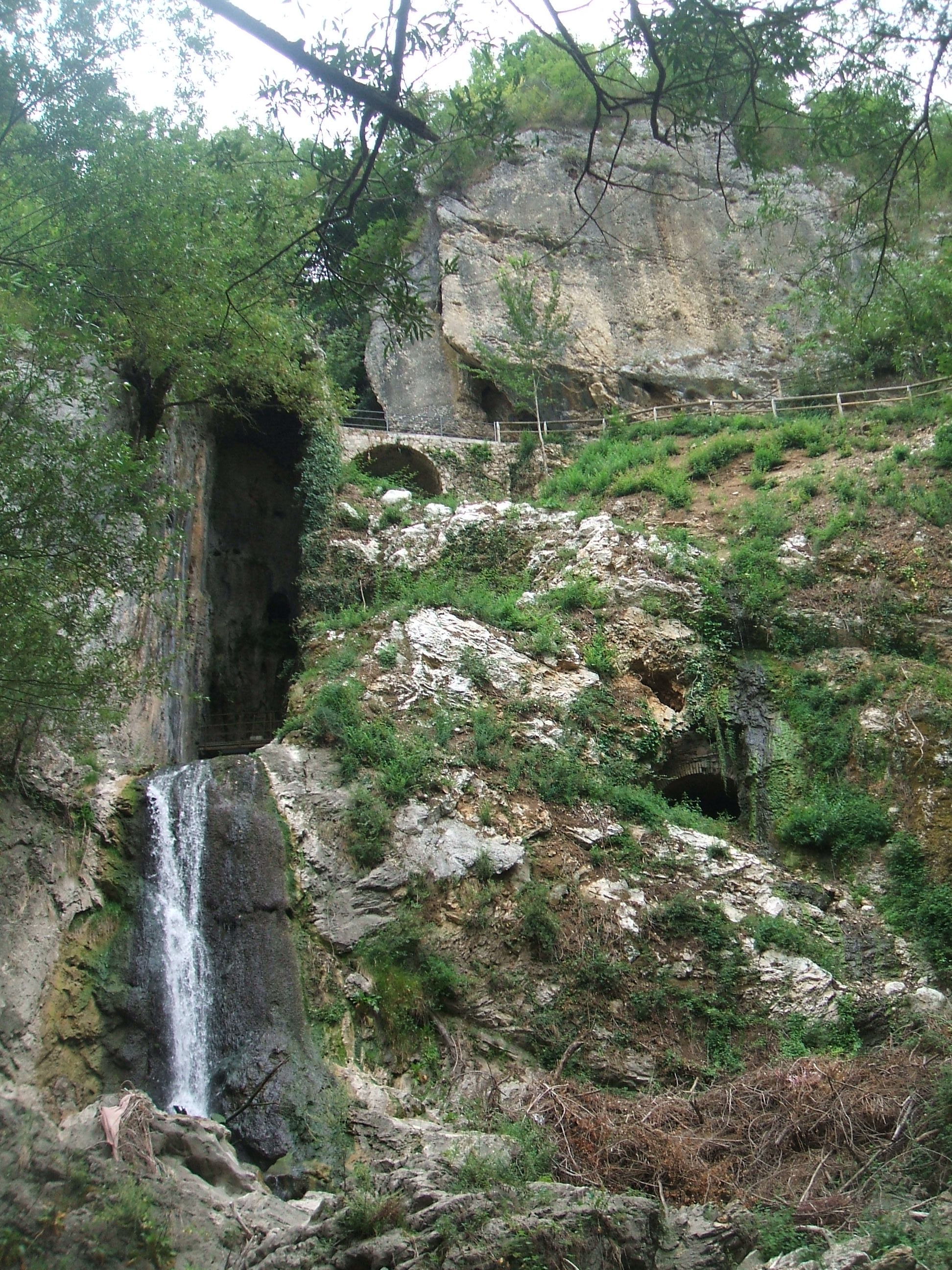
Sortie de l'émissaire à Capistrello.

La longueur totale de l'émissaire souterrain est supérieure à 6 kilomètres. Il comporte une section variable de 5 à 10 mètres carrés et un débit moyen de 9,09 mètres cubes par seconde avec une chute de 8,44 mètres et une pente moyenne de 1,50 mètre par kilomètre depuis l’entrée du Fucin et la sortie de Capistrello,. L'entrée se trouve près de la "tête d'émissaire" de Borgo au sud de Avezzano, près de l'intersection avec le canal de drainage externe traversant le plateau dans le sens longitudinal jusqu'au Bacinetto ("Petit bassin"), un réservoir construit par Alexandre Torlonia à utiliser en cas de réparations extraordinaires ou de besoins en eau. C'est une zone déprimée de la plaine dont l'élévation est plus basse ; il est situé entre la station de pompage centrale de Borgo Ottomila (Celano) et les territoires d'Ortucchio, San Benedetto dei Marsi et Venere dei Marsi,.
La section de l'émissaire de Torlonia permet à certains endroits d'observer l'original de l'époque romaine, tant à l'entrée qu'à la sortie située de l'autre côté de la montagne, sous la vieille ville de Capistrello, à Pisciacotta. Dans certaines parties, il conserve les murs de l'époque romaine construits en opus reticulatum. Afin de simplifier les travaux de forage et d’extraction du matériau, 32 puits verticaux et 6 tunnels inclinés ont également été creusés, dont notamment les impressionnants vestiges situés du côté est du mont Salviano.

### L'incile du Fucin

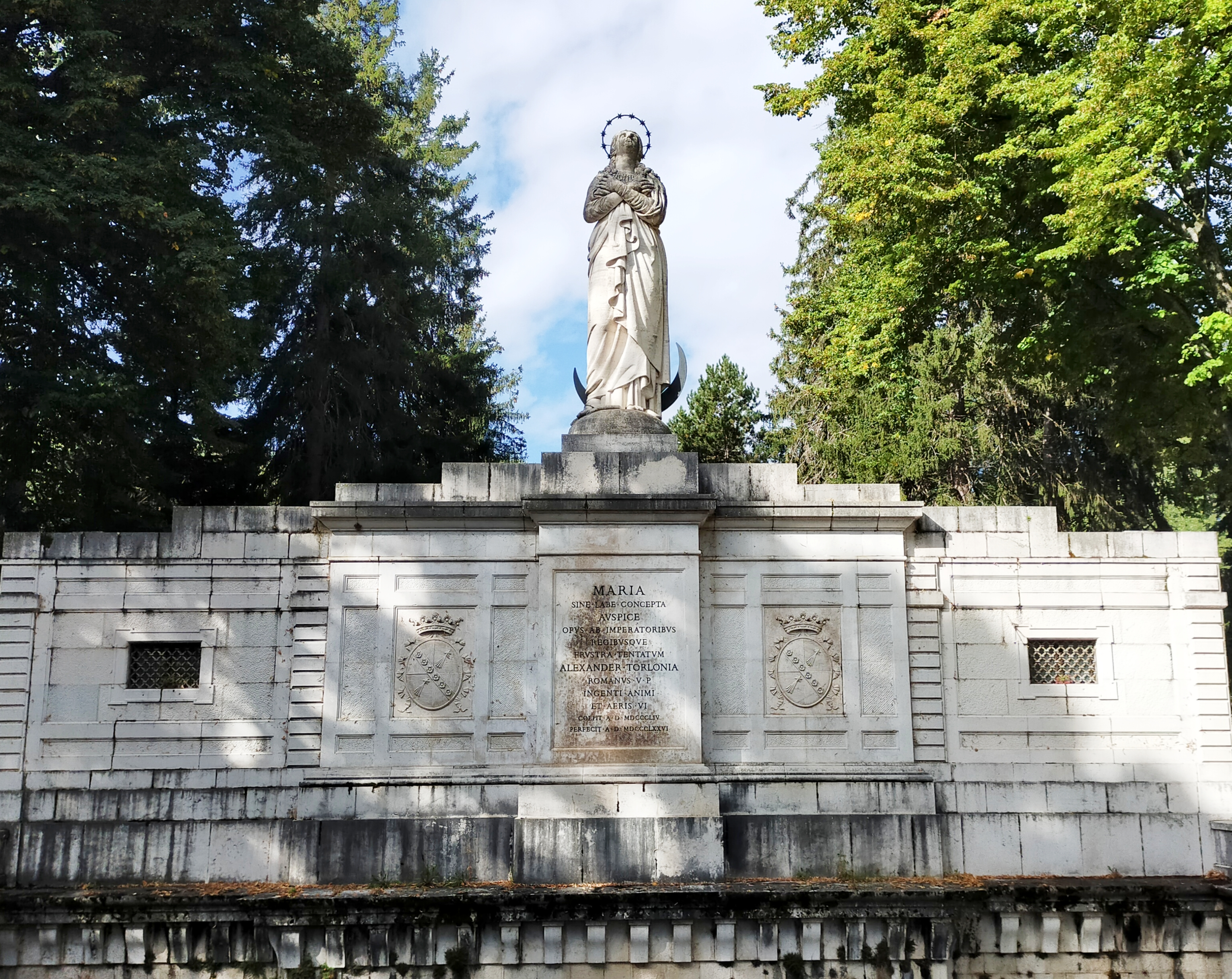
L'incile monumental du Fucin.

La tête de l'émissaire de Borgo est dominée par la grande statue de l'Immaculée Conception de la Bienheureuse Vierge Marie s'élevant au-dessus du pont à trois arches des écluses. L'œuvre a été construite par l'architecte Carlo Nicola Carnevali en 1876. La structure comporte deux bassins de stockage d'eau, l'un de forme trapézoïdale et l'autre hexagonal, et trois portes (ou écluses). Le premier sépare le bassin hexagonal principal du bassin antérieur par une gorge.

### Les tunnels
- Tunnel principal (italien : Cunicolo Maggiore), situé à l’est de la montagne, présente trois grandes arches, des entrées qui se rejoignent après un court tronçon intérieur. Plus profondément à l'intérieur se trouve le tunnel oblique (le contournement).
- Tunnel du forgeron (italien : Cunicolo del Ferraro), à l’est de la montagne, permet de voir de près le système de tunnels et de nombreux puits. Un premier tronçon a été pavé et équipé d'éclairage. Le contournement le relie au tunnel principal.
- Tunnel impérial (italien : Cunicolo Imperiale), situé plus bas que le précédent, est relié au puits no 23.
- Tunnels du Chaudronnier, de la Machine et de la lampe à huile (italien : Cunicoli del Calderaro, della Macchina e della Lucerna), du côté ouest de la montagne[12],[38],[39].